# Nuraghe s'Ulimu
Il nuraghe s'Ulimu è un nuraghe situato nel comune di Ulassai, nella subregione barbaricina dell'Ogliastra, in provincia di Nuoro.

## Il nuraghe
Situato nel tacco meridionale di Ulassai, ad una altezza di 720 m sul livello del mare, si affaccia sulla vallata di "Pauli" e "Godditorgiu". La zona è fortemente popolata di pastori e di grosse greggi di capre, pecore e vacche. La sua fondazione è risalente tra il Bronzo Medio e il Bronzo Finale (1500-900 A.C). Rimane isolato ma molto vicino ad altri complessi nuragici delle vicinanze, infatti nei dintorni si trovano 8 Domus de janas 3 Tomba dei giganti 1 Dolmen e 3 villaggi nuragici questi ultimi ancora mezzo sepolti.

### Struttura del nuraghe
La sua struttura è a carattere ciclopico, è costituita da due massicce torri, una in buono stato di conservazione, l'altra in parte crollata, unite da una spessa cortina. 
La torre integra è collocata su una grossa rupe calcarea, al suo interno la falsa cupola a thòlos è priva dell'ultima lastra a causa dell'esigenza dei pastori che utilizzarono tale cupola come canna fumaria nel periodo invernale. Il nuraghe sino alla fine dell'Ottocento era utilizzato come capanno per i pastori. L'ingresso è rivolto a sud, con apertura alta 1.10 e larga 0.85, si penetra per un corridorio lungo 3.40 m che porta ad una vasta cella circolare di m 4.70 di diametro. A ovest della cella è presente una nicchia a sezione ogivale larga 1.30 alta 2.00 e profonda circa 2 metri.
Prima della stanza sulla sinistra si apre una comoda scala elicoidale che porta al piano superiore. L'altezza della stanza è di 7.00 metri, la torre ha un diametro totale di 12 metri.
La torre distrutta invece è un po'  più piccola, la circonferenza misura 10 metri, a nord-est è visibile una feritoia ad una altezza di 5.00 metri dal piano del bastione. L'edificio monco ad una altezza di 4 metri ed internamente è ricoperto da materiale di crollo. nella parte esterna delle torri c'è una spessa muraglia circolare larga 3 metri alta oltre 4, che nel lato sud-est rende inaccessibile la costruzione. La stessa muraglia si abbassa nella parte nord-ovest ma prosegue rettilinea per 14 metri sino a congiungersi con una grossa roccia. Un altro pezzo di muraglia è lungo 14 metri e a metà presenta una piccola apertura con architrave alta 1.50 m. L'insieme delle due torri misura 25 m da est a ovest e 24 da nord a sud.
L'architrave interno della torre integra risulta in serio pericolo, rendendo la struttura pericolosa e non fruibile per questioni di sicurezza.

## Scavi e studi

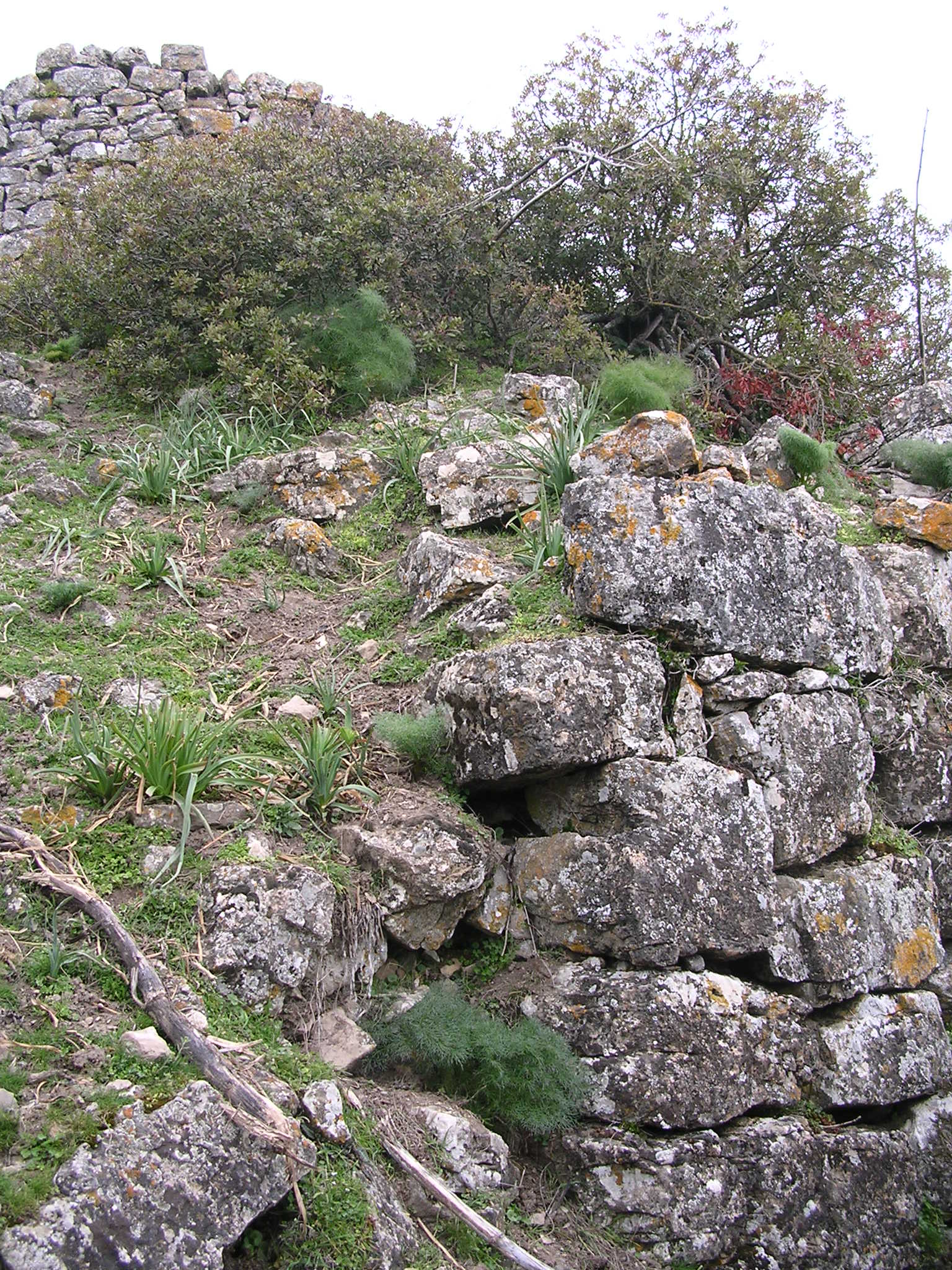
Muraglia del Nuraghe s'Ulimu, lato sud-est

Nel nuraghe non sono stati mai eseguiti scavi di alcun genere, gli unici studi sono dell'archeologo Fernando Pilia che nel suo sopralluogo avvenuto a più riprese negli anni Ottanta Novanta rinvenne 5 frammenti di ceramica. due grossi d'impasto impuro e di pessima cottura, due sottili di ottima cottura.

## Curiosità
Nel 1936 all'interno della torre integra, nell'unica nicchia presente venne trovato il cadavere di un giovane pastore ulassese scomparso nel 1912 in quella zona. Il cadavere era di Sisinnio Corgiolu noto "Prantalada" assassinato e nascosto li per oltre un ventennio.

## Galleria d'immagini

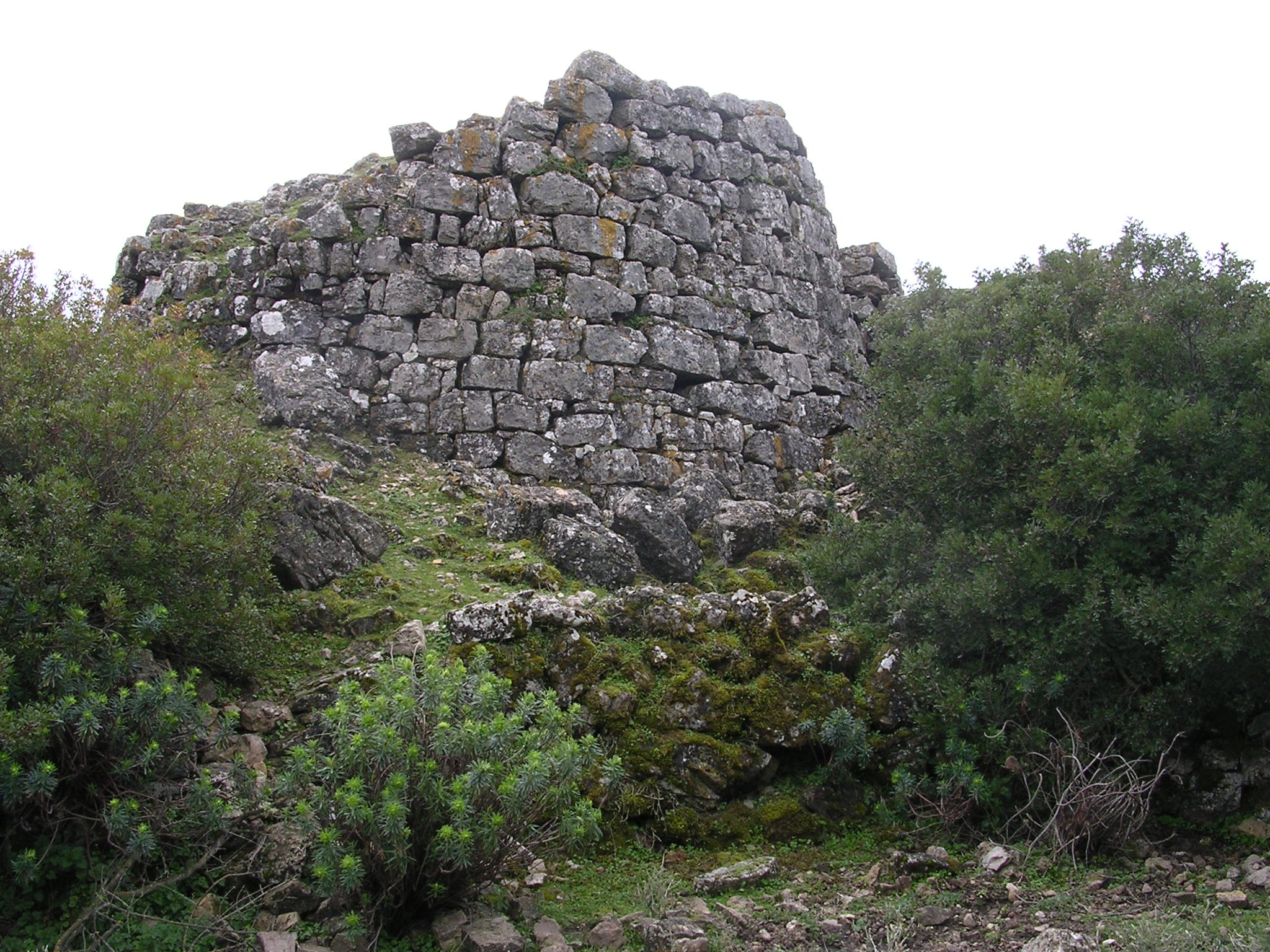
Nuraghe s'Ulimu visto dal lato nord
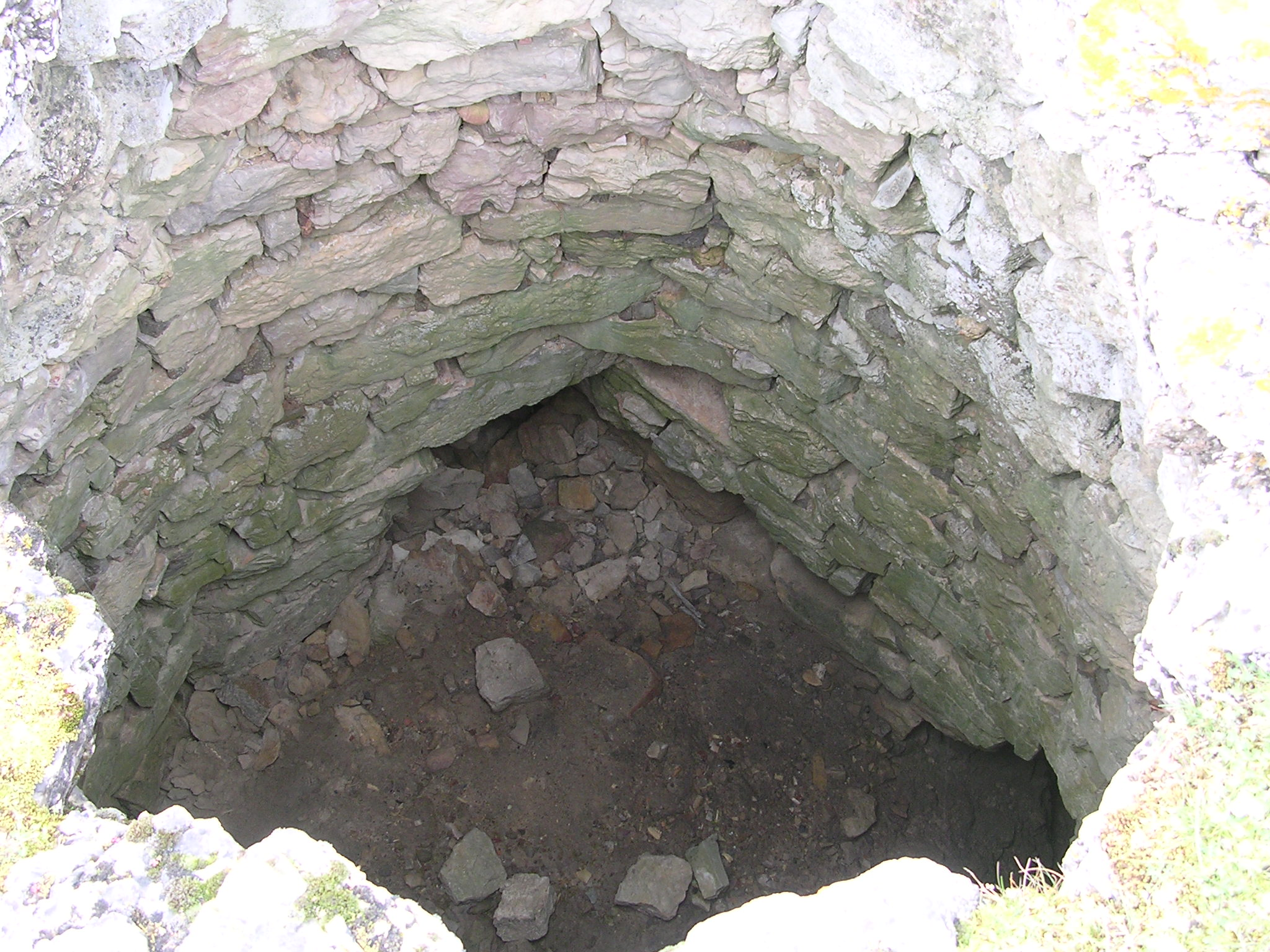
Interno del nuraghe
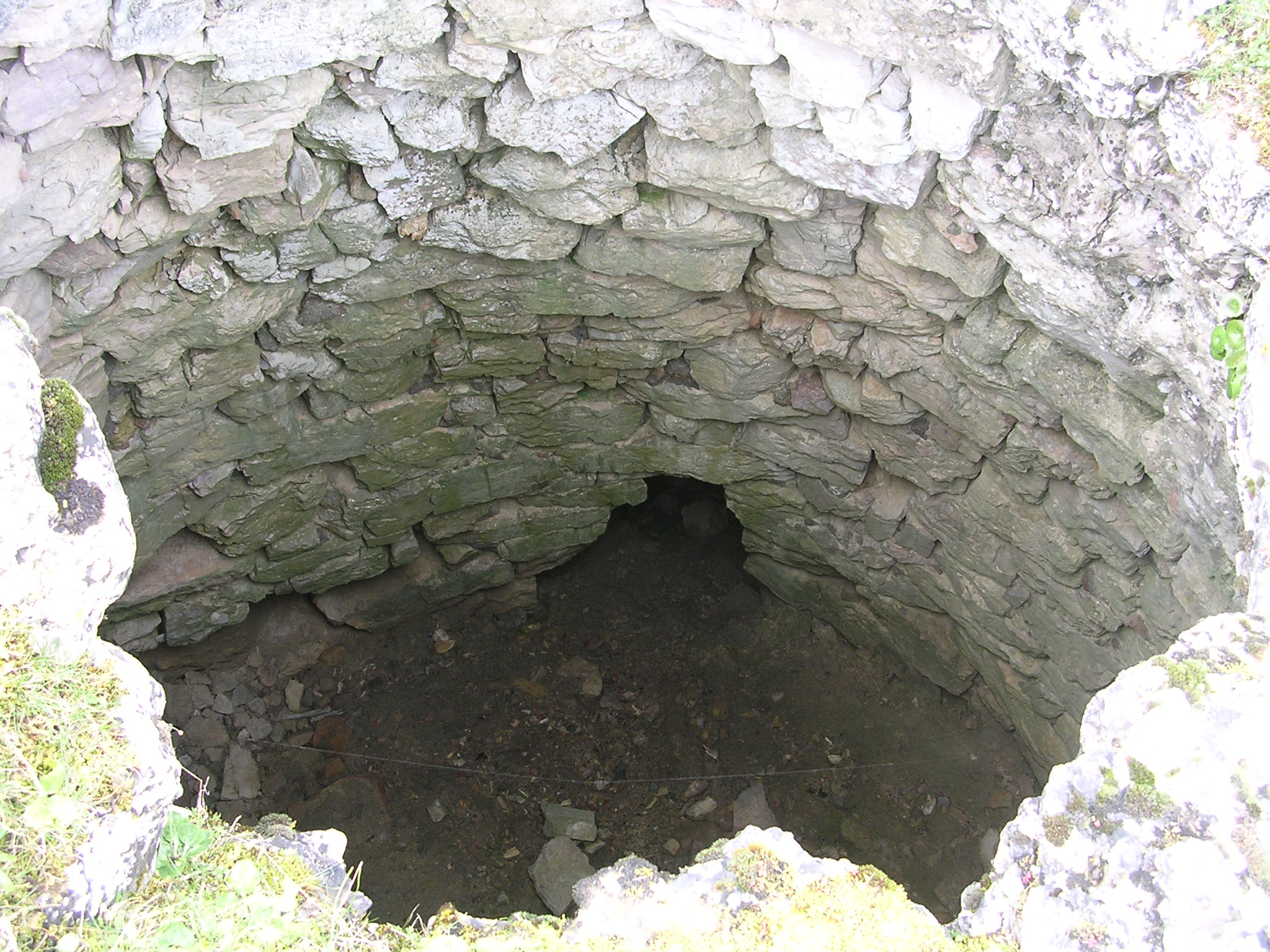
Nicchia interna del nuraghe
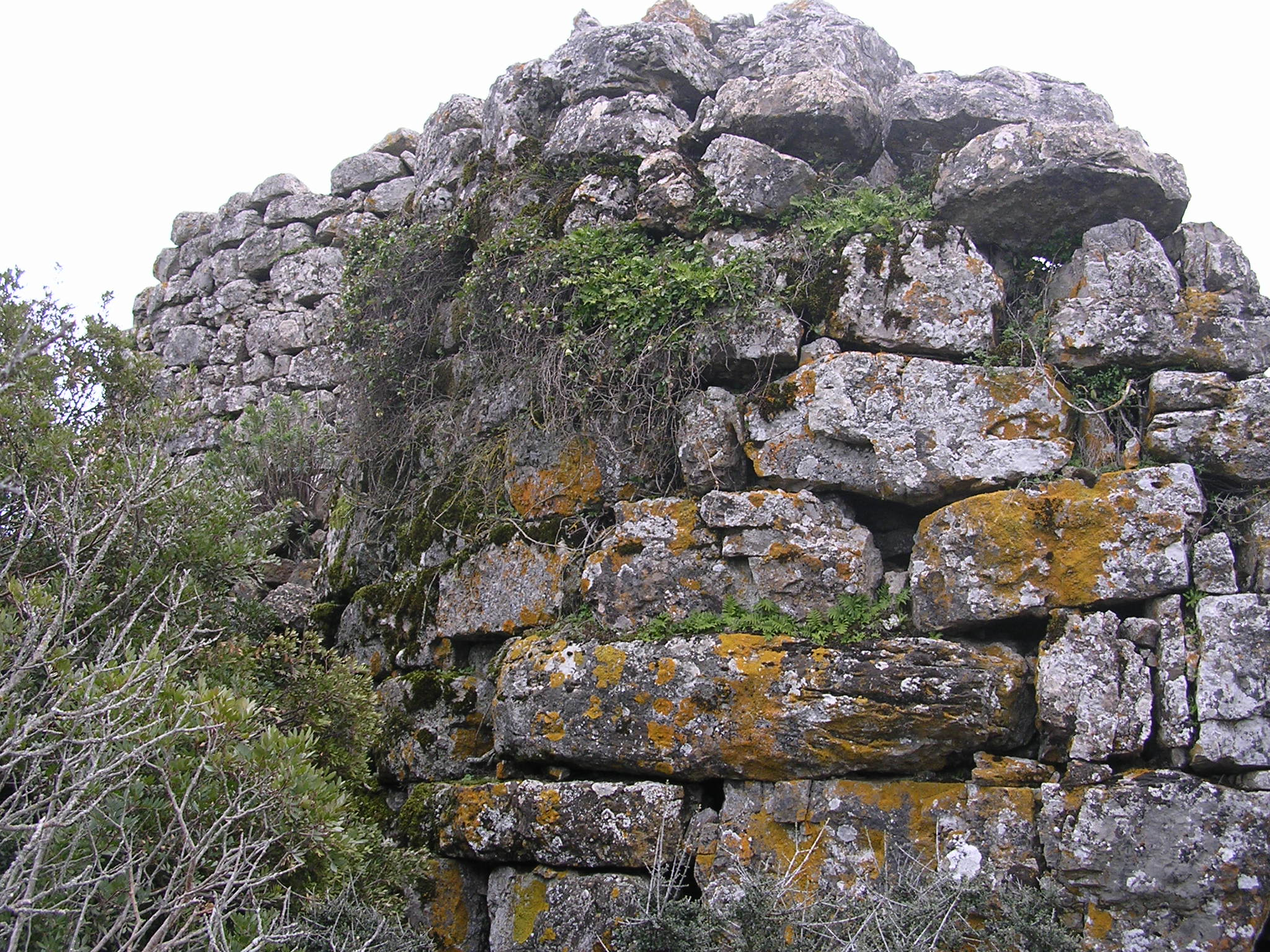
Seconda torre del nuraghe